# Synothele koonalda
Synothele koonalda är en spindelart som beskrevs av Raven 1994. Synothele koonalda ingår i släktet Synothele och familjen Barychelidae.
Artens utbredningsområde är Sydaustralien. Inga underarter finns listade i Catalogue of Life.